# Liste der Kulturdenkmale in Tauberbischofsheim-Distelhausen
In der Liste der Kulturdenkmale in Tauberbischofsheim-Distelhausen sind die Kulturdenkmale des Tauberbischofsheimer Stadtteils Distelhausen aufgelistet. Diese Liste ist eine Teilliste der Liste der Kulturdenkmale in Tauberbischofsheim. Grundlage für diese Liste ist die vom Regierungspräsidium Stuttgart herausgegebene Liste der Bau- und Kunstdenkmale mit Stand vom 15. Februar 2012.
Diese Liste ist nicht rechtsverbindlich. Eine rechtsverbindliche Auskunft ist lediglich auf Anfrage bei der Unteren Denkmalschutzbehörde der Stadt Tauberbischofsheim erhältlich.

## Allgemein
- Bild: Zeigt ein ausgewähltes Bild aus Commons, „Weitere Bilder“ verweist auf die Bilder im Medienarchiv Wikimedia Commons.
- Bezeichnung: Nennt den Namen, die Bezeichnung oder die Art des Kulturdenkmals.
- Lage: Straßenname und Hausnummer oder Flurstücknummer des Kulturdenkmals, gegebenenfalls auch den Ortsteil. Die Grundsortierung der Liste erfolgt nach dieser Adresse. Der Link (Karte) führt zu verschiedenen Kartendiensten mit der Position des Kulturdenkmals. Fehlt dieser Link, wurden die Koordinaten noch nicht eingetragen. Sind diese bekannt, können sie über ein Tool mit einer Kartenansicht einfach nachgetragen werden. In dieser Kartenansicht sind Kulturdenkmale ohne Koordinaten mit einem roten bzw. orangen Marker dargestellt und können durch Verschieben auf die richtige Position in der Karte mit Koordinaten versehen werden. Kulturdenkmale ohne Bild sind an einem blauen bzw. roten Marker erkennbar.
- Datierung: Baubeginn, Fertigstellung, Datum der Erstnennung oder grobe zeitliche Einordnung entsprechend des Eintrags in der zuständigen Denkmaldatenbank (Landesamt für Denkmalpflege Baden-Württemberg).
- Beschreibung: Kurzcharakteristik des Kulturdenkmals.

## Kulturdenkmale in Distelhausen
Bau-, Kunst- und Kulturdenkmale in Distelhausen mit dem Dorf Distelhausen (⊙) und dem Wohnplatz Bahnstation Distelhausen (⊙):
| Bild           | Bezeichnung                           | Lage                                                                      | Datierung   | Beschreibung | ID |
| -------------- | ------------------------------------- | ------------------------------------------------------------------------- | ----------- | --- | -- |
|                | Bildstock                             | Altenberg (Gewann) (Flst.Nr. 0-5679) (Karte)                              | 1817        | Bildstock, Kreuzschlepper von 1817, mit Inschrift. Standort am Gewann Altenberg zwischen Kützberg, Forst und Lange Steige. Geschützt nach § 2 DSchG |    |
|                | Gedenkstein                           | Altenberg (Gewann) (Flst.Nr. 0-5679) (Karte)                              | 1985        | Gedenkstein für die Flurbereinigung Distelhausen-Gerlachsheim im Jahre 1985. Standort am Gewann Altenberg zwischen Kützberg, Forst und Lange Steige. |    |
|                | Bildstock                             | Am Käpelle 2 (Karte)                                                      |             | Bildstock, unmittelbar oberhalb der Distelhäuser Brauerei | BW |
|                | Statue                                | Bergstraße 1 (Karte)                                                      |             | Marienstatue, an einer Hauswand. |    |
|                | Torbogen                              | Bergstraße 4 (Karte)                                                      |             | Historischer Torbogen mit verziertem Eckstein. |    |
|                | Marienstatue                          | Bundesstraße 20 (Karte)                                                   |             | Marienstatue mit Jesuskind in einer Vitrine auf einem Sockel an einer Hauswand |    |
|                | Holzkreuz                             | Bundesstraße 20–24 (Karte)                                                |             | Holzkreuz mit Christuskorpus, am Straßenrand zwischen den Häusern Bundesstraße 20 und 24 |    |
|                | Bauernhaus                            | Bundesstraße 21 (Flst.Nr. 0-266) (Karte)                                  |             | Bauernhaus, an einer Engstelle der Bundesstraße im Ort Geschützt nach § 2 DSchG | BW |
|                | Marienstatue                          | Bundesstraße 30 (Karte)                                                   |             | Marienstatue mit Jesuskind auf einem Sockel an einer Hauswand |    |
|                | Jesusstatue                           | Bundesstraße 34 (Karte)                                                   |             | Jesusstatue in einer Vitrine auf einem Sockel an einer Hauswand |    |
|                | Marienstatue                          | Bundesstraße 34 (Karte)                                                   |             | Marienstatue, an der Ecke der Abzweigung Bundesstraße (K 2814)-Bergstraße |    |
|                | Wohnhaus                              | Bundesstraße 39 (Flst.Nr. 0-16) (Karte)                                   |             | Wohnhaus. Historisches Fachwerkhaus. Geschützt nach § 2 DSchG |    |
|                | Hoftor                                | Bundesstraße 43 (hinter) (Flst.Nr. 0-15) (Karte)                          |             | Hoftor Geschützt nach § 28 DSchG | BW |
|                | Wohnhaus                              | Bundesstraße 45 (Flst.Nr. 0-14) (Karte)                                   |             | Wohnhaus Geschützt nach § 2 DSchG | BW |
|                | Hoftor                                | Bundesstraße 45–47 (Karte)                                                |             | Historisches, überdachtes Hoftor. Geschützt nach § 28 DSchG |    |
|                | Bildstock                             | Bundesstraße 50 (bei) (Karte)                                             |             | Bildstock Geschützt nach § 2 DSchG | BW |
|                | Scheune                               | Bundesstraße 51a (Flst.Nr. 0-2) (Karte)                                   |             | Scheune Geschützt nach § 2 DSchG | BW |
| Weitere Bilder | Fachwerkscheune                       | Bundesstraße 53 (Karte)                                                   |             | Fachwerkscheune, Torpfosten, Bauernhofmuseum mit etwa 5.000 Exponaten aus dem bäuerlichen Leben |    |
|                | Bildstock                             | Bundesstraße 53 (bei) (Karte)                                             |             | Bildstock, vor dem Bauernhofmuseum | BW |
|                | Bildstock                             | Bundesstraße 61 (bei) (Flst.Nr. 0-84) (Karte)                             | 1609        | Bildstock mit Kreuzigungsgruppe von 1609. Geschützt nach § 2 DSchG | BW |
|                | Wegkreuz                              | Eichelberg (Karte)                                                        |             | Wegkreuz mit Christuskorpus, oberhalb von Distelhausen am Eichelberg |    |
|                | Bildstock                             | Flurstraße (Flst.Nr. 0-5180)                                              | 1832        | Bildstock mit Pietà, bez. 1832 Geschützt nach § 2 DSchG |    |
| Weitere Bilder | Zobelschloss                          | Flurstraße 2 (Karte)                                                      | 1840        | Zobelschloss (auch Neues Schloss), 1840 errichtet, historischer Fachwerkbau, ehemaliger Sommersitz der Familie von Zobel, im 20. Jahrhundert als Gärtnerei und Landwirtschaftsschule genutzt, beherbergt seit 2003 das Kreismedienzentrum des Main-Tauber-Kreises |    |
| Weitere Bilder | Wetterkreuz                           | Gemarkungsgrenze (Tauberbischofsheim – Lauda-Königshofen) (Karte)         | 1714        | Das Wetterkreuz. Von 1714; Zum „ewigen Andenken“ an einen großen Gewitterschaden errichtet; Dessen Postament bildete den Grenzstein zu den Gemarkungen von fünf Altgemeinden (Oberlauda, Lauda, Distelhausen, Dittigheim und Dittwar), deren Ortswappen darauf abgebildet sind. Nach der Gebietsreform in Baden-Württemberg sind die angrenzenden Altgemeinden teils nurmehr Ortsteile und Dittigheim ist nicht mehr unmittelbarer Anlieger.                         |    |
|                | Wegkreuz                              | Grünsfelder Straße (Flst.Nr. 0-5358) / Bundesstraße 53 (bei) (Karte)      |             | Wegkreuz, an einer Kreuzung, am Beginn der Grünsfelder Straße (nach dem Ortsende als L 512 bezeichnet), nachdem diese von der Bundesstraße im Ort (vor dem Bauernhofmuseum) abzweigt Geschützt nach § 2 DSchG | BW |
| Weitere Bilder | Sudhaus                               | Grünsfelder Straße (Karte)                                                |             | Sudhaus der Distelhäuser Brauerei mit alten Sudkesseln aus Kupfer, von der Grünsfelder Straße durch eine Glasscheibe ersichtlich, nachts teilweise beleuchtet. |    |
|                | Bildstock                             | K 2814 (Distelhausen–Dittigheim) (Karte)                                  |             | Bildstock, am Straßenrand, in der Nähe der Taubertalbrücke über die A 81 |    |
|                | Bildstock                             | L 512 (Distelhausen–Grünsfeld) (Karte)                                    |             | Bildstock mit Kreuzigungsdarstellung, an einem Wirtschaftsweg direkt neben der L 512, nach dem Ortsausgang in Richtung Grünsfeld |    |
|                | Metallkreuz                           | L 512 (Distelhausen–Grünsfeld) (Karte)                                    |             | Metallkreuz an einem Wirtschaftsweg direkt neben der L 512, nach dem Ortsausgang in Richtung Grünsfeld |    |
|                | Wegkreuz                              | L 512 (Distelhausen–Grünsfeld) (Karte)                                    |             | Wegkreuz an einem Wirtschaftsweg, direkt neben einer Brücke über die L 512 in Richtung Grünsfeld. Das Wegkreuz befindet sich an der Gemarkungsgrenze von Distelhausen und Grünsfeld. |    |
|                | Bildstock                             | Münchenberg (Gewann) (Flst.Nr. 0-6033) (Karte)                            | 1881        | Bildstock mit Pietà, 1881, an einer Weggabelung, Gemarkung Münchenberg, etwas oberhalb der Bahngleise der Taubertalbahn Geschützt nach § 2 DSchG |    |
|                | Bildstock                             | Schloßstraße (Flst.Nr. 0-5274) (Karte)                                    | 18. Jh.     | Bildstock mit freiplastischer Kreuzigungsgruppe, 18. Jh. Geschützt nach § 2 DSchG | BW |
|                | Pfarrhaus                             | Wolfgangstraße 1 (Flst.Nr. 0-111) (Karte)                                 | 1787        | Kath. Pfarrhaus mit Pfarrscheune und Einfriedung (Sachgesamtheit). Geschützt nach § 2 DSchG | BW |
|                | Kreuz mit Corpus                      | Wolfgangstraße 1 (bei) (Flst.Nr. 0-141) (Karte)                           | 19. Jh.     | Kreuz mit Corpus, Rotsandstein, 19. Jh., vor dem Markusheim. Geschützt nach § 2 DSchG |    |
|                | Kreuz mit Corpus                      | Wolfgangstraße 1 (bei) (Flst.Nr. 0-111)                                   | um 1500     | Kreuz mit Corpus, um 1500. Geschützt nach § 2 DSchG |    |
| Weitere Bilder | St. Markus                            | Wolfgangstraße 2 (Flst.Nr. 0-142) (Karte)                                 | 1731–1738   | Katholische Pfarrkirche St. Markus, erbaut 1731–1738 nach Plänen aus der Schule von Balthasar Neumann, Altäre von Benedikt Schlecht (1744), gotische Skulpturen der Pieta und des hl. Wolfgang Geschützt nach § 28 DSchG |    |
|                | Statue                                | Wolfgangstraße 2 (Flst.Nr. 0-142) (Karte)                                 |             | Die linke von drei Statuen auf der westlichen Außenseite der Markuskirche. |    |
|                | Statue                                | Wolfgangstraße 2 (Flst.Nr. 0-142) (Karte)                                 |             | Die mittlere von drei Statuen auf der westlichen Außenseite der Markuskirche. |    |
|                | Statue                                | Wolfgangstraße 2 (Flst.Nr. 0-142) (Karte)                                 |             | Die rechte von drei Statuen auf der westlichen Außenseite der Markuskirche. |    |
|                | Wohnhaus                              | Wolfgangstraße 3 (Flst.Nr. 0-113) (Karte)                                 |             | Wohnhaus Geschützt nach § 2 DSchG | BW |
|                | Baudetails                            | Wolfgangstraße 5 (Flst.Nr. 0-115) (Karte)                                 |             | Baudetails Geschützt nach § 2 DSchG | BW |
|                | Bildstock                             | Wolfgangstraße 5 (vor) (Flst.Nr. 0-141) (Karte)                           | 1721        | Bildstock, sog. Mariensäule, mit Doppelbild: Immaculata und Kreuzabnahme von 1721 (vor Wolfgangstraße 5, gegenüber von Wolfgangstraße 9) Geschützt nach § 28 DSchG |    |
|                | Schloss Abendantz                     | Wolfgangstraße 8 (Flst.Nr. 0-247–248, 0-250) (Karte)                      | 1758        | Sog. Abendanz’scher Herrenhof. Auch: Schloss Abendantz. Herrenhaus. Erbaut 1758 laut Inschrift. Heute als Feuerwehrhaus genutzt. Geschützt nach § 28 DSchG |    |
|                | Torpfosten                            | Wolfgangstraße 8 (Flst.Nr. 0-247) (Karte)                                 | 1758        | Historische Torpfosten, von 1758, Eingangsbereich von Schloss Abendantz. Geschützt nach § 28 DSchG |    |
|                | Hofanlage                             | Wolfgangstraße 9 (Flst.Nr. 0-139) (Karte)                                 |             | Fachwerkhaus. Teil einer Hofanlage (Sachgesamtheit). Geschützt nach § 2 DSchG |    |
|                | Torbogen                              | Wolfgangstraße 9 (Flst.Nr. 0-139) (Karte)                                 | 1582        | Historischer Torbogen, von 1582. Teil einer Hofanlage (Sachgesamtheit) Geschützt nach § 2 DSchG |    |
|                | Hausmadonna                           | Wolfgangstraße 11 (Flst.Nr. 0-156) (Karte)                                |             | Marienstatue, an einer Hauswand. Geschützt nach § 2 DSchG |    |
|                | Torpfosten                            | Wolfgangstraße 11 (Karte)                                                 |             | Historische Torpfosten. |    |
|                | Marienstatue                          | Wolfgangstraße 13 (Karte)                                                 |             | Marienstatue, an einer Hauswand. |    |
|                | Pieta                                 | Wolfgangstraße 15 (Karte)                                                 |             | Pieta, auf einem Sockel an einer Hauswand. |    |
|                | Bildstock                             | Wolfgangstraße 17 (Flst.Nr. 0-152) (Karte)                                | 1810        | Bildstock mit plastischer Pietà, bez. 1810, beim Haus Wolfgangstraße 17 am Wegesrand. Geschützt nach § 2 DSchG | BW |
|                | Tauberbrücke                          | Wolfgangstraße (Flst.Nr. 0-5886) (Karte)                                  |             | Historische Bogenbrücke über die Tauber. Das Landesdenkmalamt nahm die Tauberbrücke 1988 in die Liste der Kulturdenkmäler auf. Bei einer Sanierung in den 2010er Jahren wurden die alten Bögen erhalten und ein weiterer Bogen ergänzt, damit bei einem Hochwasser eine größere Wassermenge durchströmen kann. Die Alternative, eine neue Brücke zu errichten, wurde aus denkmalpflegerischen Gründen vom Land Baden-Württemberg verworfen. Geschützt nach § 2 DSchG |    |
|                | Bildstock                             | Wolfgangstraße (Karte)                                                    | 1741        | Bildstock, von 1741. In diesem Jahr ertrank ein Distelhäuser Bürger in der Tauber. Zum Gedenken und zu Ehren Gottes wurde dieser Bildstock errichtet. |    |
|                | Bildstock                             | Wolfgangstraße (Flst.Nr. 0-5988) (Karte)                                  | um 1700     | Bildstock mit Kreuztragung, um 1700, an einer Weggabelung (links in Richtung Wolfgangkapelle, rechts in Richtung Dittigheim) Geschützt nach § 2 DSchG |    |
|                | Friedhof mit Kapelle                  | Wolfgangstraße 27 (Flst.Nr. 0-5935, 0-5956, 0-5959) (Karte)               | 15.–19. Jh. | Friedhof Distelhausen mit Kapelle (St. Wolfgangskapelle sowie Abendanz-Sarkophag jeweils § 28), Umfassungsmauer, Tor, Kreuzweg und historischen Grabmalen (Sachgesamtheit). Geschützt nach § 28 DSchG |    |
| Weitere Bilder | St.-Wolfgangs-Kapelle                 | Wolfgangstraße 27 (Flst.Nr. 0-5959) (Karte)                               | 15. Jh.     | St.-Wolfgangs-Kapelle, beim Friedhof Distelhausen, im 15. Jahrhundert gestiftet, seit 1472 Schauplatz des St.-Wolfgangs-Ritts. Teil der Sachgesamtheit Friedhof. Geschützt nach § 28 DSchG |    |
|                | Friedhofskreuz                        | Wolfgangstraße 27 (Flst.Nr. 0-5959) (Karte)                               |             | Steinkreuz, im Friedhof Distelhausen. Teil der Sachgesamtheit Friedhof. Geschützt nach § 28 DSchG |    |
|                | Bildstock                             | Wolfgangstraße 27 (Karte)                                                 |             | Bildstock. Teil der Sachgesamtheit Friedhof. Geschützt nach § 28 DSchG |    |
|                | Bildstock                             | Wolfgangstraße 27 (Karte)                                                 |             | Bildstock. Teil der Sachgesamtheit Friedhof. Geschützt nach § 28 DSchG |    |
|                | Steintafel                            | Wolfgangstraße 27 (Karte)                                                 |             | Steintafel, in der Wolfgangskapelle. Teil der Sachgesamtheit Friedhof. Geschützt nach § 28 DSchG |    |
|                | Steintafel                            | Wolfgangstraße 27 (Karte)                                                 |             | Steintafel, in der Wolfgangskapelle. Teil der Sachgesamtheit Friedhof. Geschützt nach § 28 DSchG |    |
| Weitere Bilder | Kreuzweg in der Friedhofsmauer        | Wolfgangstraße 27 (Flst.Nr. 0-5956, 0-5959) (Karte)                       |             | Kreuzweg in der Friedhofsmauer, vierzehn Stationen umfassend; der Kreuzweg beginnt an der Mauerseite in Richtung Distelhausen und führt auf die Wolfgangskapelle zu. Teil der Sachgesamtheit Friedhof. Geschützt nach § 28 DSchG |    |
| Weitere Bilder | 1. Kreuzwegstation                    | Wolfgangstraße 27 (Flst.Nr. 0-5956, 0-5959) (Karte)                       |             | Kreuzwegstation 01/14 (Distelhausen) des vierzehn Stationen umfassenden Kreuzwegs in der Friedhofsmauer. Inschrift unter anderem "I. Jesus wird von Pilatus verurteilt" (...). Geschützt nach § 28 DSchG |    |
| Weitere Bilder | 2. Kreuzwegstation                    | Wolfgangstraße 27 (Flst.Nr. 0-5956, 0-5959) (Karte)                       |             | Kreuzwegstation 02/14 (Distelhausen) des vierzehn Stationen umfassenden Kreuzwegs in der Friedhofsmauer. Inschrift: "II. Jesus nimmt das schwere Kreuz auf seine Schultern". Geschützt nach § 28 DSchG |    |
| Weitere Bilder | 3. Kreuzwegstation                    | Wolfgangstraße 27 (Flst.Nr. 0-5956, 0-5959) (Karte)                       |             | Kreuzwegstation 03/14 (Distelhausen) des vierzehn Stationen umfassenden Kreuzwegs in der Friedhofsmauer. Inschrift: "III. Jesus fällt das erste Mal unter dem Kreuze". Geschützt nach § 28 DSchG |    |
| Weitere Bilder | 4. Kreuzwegstation                    | Wolfgangstraße 27 (Flst.Nr. 0-5959) (Karte)                               |             | Kreuzwegstation 04/14 (Distelhausen) des vierzehn Stationen umfassenden Kreuzwegs in der Friedhofsmauer. Inschrift: "IV. Jesus begegnet seiner heiligen Mutter". Geschützt nach § 28 DSchG |    |
| Weitere Bilder | 5. Kreuzwegstation                    | Wolfgangstraße 27 (Flst.Nr. 0-5959) (Karte)                               |             | Kreuzwegstation 05/14 (Distelhausen) des vierzehn Stationen umfassenden Kreuzwegs in der Friedhofsmauer. Inschrift: "V. Simon hilft Jesu das Kreuz tragen". Geschützt nach § 28 DSchG |    |
| Weitere Bilder | 6. Kreuzwegstation                    | Wolfgangstraße 27 (Flst.Nr. 0-5959) (Karte)                               |             | Kreuzwegstation 06/14 (Distelhausen) des vierzehn Stationen umfassenden Kreuzwegs in der Friedhofsmauer. Inschrift: "VI. Veronica reicht Jesus das Schweißtuch". Geschützt nach § 28 DSchG |    |
| Weitere Bilder | 7. Kreuzwegstation                    | Wolfgangstraße 27 (Flst.Nr. 0-5959) (Karte)                               |             | Kreuzwegstation 07/14 (Distelhausen) des vierzehn Stationen umfassenden Kreuzwegs in der Friedhofsmauer. Inschrift: "VII. Jesus fällt das zweite Mal unter dem Kreuze". Geschützt nach § 28 DSchG |    |
| Weitere Bilder | 8. Kreuzwegstation                    | Wolfgangstraße 27 (Flst.Nr. 0-5959) (Karte)                               |             | Kreuzwegstation 08/14 (Distelhausen) des vierzehn Stationen umfassenden Kreuzwegs in der Friedhofsmauer. Inschrift: "VIII. Jesus begegnet den weinenden Töchtern Jerusalems". Geschützt nach § 28 DSchG |    |
| Weitere Bilder | 9. Kreuzwegstation                    | Wolfgangstraße 27 (Flst.Nr. 0-5959) (Karte)                               |             | Kreuzwegstation 09/14 (Distelhausen) des vierzehn Stationen umfassenden Kreuzwegs in der Friedhofsmauer. Inschrift: "IX. Jesus fällt das dritte Mal unter dem Kreuze". Geschützt nach § 28 DSchG |    |
| Weitere Bilder | 10. Kreuzwegstation                   | Wolfgangstraße 27 (Flst.Nr. 0-5959) (Karte)                               |             | Kreuzwegstation 10/14 (Distelhausen) des vierzehn Stationen umfassenden Kreuzwegs in der Friedhofsmauer. Inschrift: "X. Jesus wird seiner Kleider beraubt". Geschützt nach § 28 DSchG |    |
| Weitere Bilder | 11. Kreuzwegstation                   | Wolfgangstraße 27 (Flst.Nr. 0-5959) (Karte)                               |             | Kreuzwegstation 11/14 (Distelhausen) des vierzehn Stationen umfassenden Kreuzwegs in der Friedhofsmauer. Inschrift: "XI. Jesus wird an's Kreuz genagelt". Geschützt nach § 28 DSchG |    |
| Weitere Bilder | 12. Kreuzwegstation                   | Wolfgangstraße 27 (Flst.Nr. 0-5959) (Karte)                               |             | Kreuzwegstation 12/14 (Distelhausen) des vierzehn Stationen umfassenden Kreuzwegs in der Friedhofsmauer. Inschrift: "XII. Jesus stirbt am Kreuze". Geschützt nach § 28 DSchG |    |
| Weitere Bilder | 13. Kreuzwegstation                   | Wolfgangstraße 27 (Flst.Nr. 0-5959) (Karte)                               |             | Kreuzwegstation 13/14 (Distelhausen) des vierzehn Stationen umfassenden Kreuzwegs in der Friedhofsmauer. Inschrift: "XIII. Jesus wird vom Kreuze herabgenommen". Geschützt nach § 28 DSchG |    |
| Weitere Bilder | 14. Kreuzwegstation                   | Wolfgangstraße 27 (Flst.Nr. 0-5959) (Karte)                               |             | Kreuzwegstation 14/14 (Distelhausen) des vierzehn Stationen umfassenden Kreuzwegs in der Friedhofsmauer. Inschrift: "XIV. Jesus wird in's Grab gelegt". Geschützt nach § 28 DSchG |    |
|                | Streckenabschnitt und Bahnhofsgebäude | Wolfgangstraße 29 (Flst.Nr. 0-6009–6010, 06010/1, 0-6169, 0-6300) (Karte) |             | Bahnstrecke der Badischen Taubertalbahn auf der Gemarkung von Distelhausen mit Tiefbauten und Dämmen sowie Bahnhöfen und Nebengebäuden, hier: "Streckenabschnitt und Bahnhofsgebäude", Haltestelle mit Bahnsteig und Wartehäuschen. Teil der Sachgesamtheit "Badische Taubertalbahn". Geschützt nach § 2 DSchG |    |
|                | Steinkreuz                            | Wolfgangstraße 29 (Karte)                                                 |             | Steinkreuz an einer Wegkreuzung vor der Bahnstation Distelhausen |    |
|                | Wohnhaus                              | Zobelweg 2 (Flst.Nr. 0-256) (Karte)                                       |             | Wohnhaus Geschützt nach § 2 DSchG | BW |
|                | Wohnhaus und Scheune                  | Zum Brünnle 1 (Flst.Nr. 0-112, 0-5466, 0-5484) (Karte)                    |             | Scheune von 1724 oder 1728 mit Initialen IB und die Kelleranlagen unter Wohnhaus und Scheune (Sachgesamtheit). Geschützt nach § 2 DSchG | BW |
|                | Brunnenstube                          | Zum Brünnle 15 (Flst.Nr. 0-5478–5479) (Karte)                             |             | Brunnenstube. Fachwerkhaus. Geschützt nach § 28 DSchG |    |
|                | Marienstatue und Wandgemälde          | Zum Brünnle 17 (Karte)                                                    |             | Marienstatue mit Jesuskind auf einem Sockel an einer Hauswand; daneben ein größeres Wandgemälde |    |
|                | Pietà mit Kreuz                       | Zum Brünnle 25 (am Gebäude) (Flst.Nr. 0-5531) (Karte)                     |             | Pietà mit Kreuz auf einem Sockel an einer Hauswand Geschützt nach § 2 DSchG |    |